# See My Lawyer (film fra 1921)
See My Lawyer er en amerikansk stumfilm fra 1921 af Al Christie.

## Medvirkende
- T. Roy Barnes som Robert Gardner
- Grace Darmond som Norma Joyce
- Lloyd Whitlock som Billy Noble
- Jean Acker som Betty Gardner
- Ogden Crane som T. Hamilton Brown
- Tom McGuire som Leonard D. Robinson
- J.P. Lockney som Otto Trueman